# شاهبانوی جنگلی مانیپور
شاهبانوی جنگلی مانیپور (نام علمی: Stichophthalma sparta) نام یک گونه از سرده استیچوفثالاما است.